# Gothi
Gothi (nep. गोठी) – gaun wikas samiti w zachodniej części Nepalu w strefie Karnali w dystrykcie Humla. Według nepalskiego spisu powszechnego z 2011 roku liczył on 191 gospodarstw domowych i 1111 mieszkańców (574 kobiety i 537 mężczyzn).